# گروشورن
گروشورن (به لاتین: Grosshorn) یک کوه در سوئیس است که در کانتون برن واقع شده‌است. گروشورن ۳٬۷۵۴ متر بالاتر از سطح دریا واقع شده‌است.